# Jan Pieczkowski
Jan Pieczkowski ze Strachocina herbu Jelita – poseł ziemi różańskiej na sejm konwokacyjny 1574 roku, poseł ziemi różańskiej na sejm 1576/1577 roku.